# فيرناندو غويديسيلي
فيرناندو غويديسيلي الشهير باسم فيرناندو (1 مارس 1906 في ريو دي جانيرو - 28 ديسمبر 1968) (بالفرنسية: Fernando Guidicelli)‏ لاعب كرة قدم برازيلي راحل كان يجيد اللعب في خط الدفاع .
لعب فيرناندو في أندية أميريكا (1924-1927) فلومينينسي (1928-1930) تورينو (1931-1933) بوردو (1934-1935) ريال مدريد (1935-1936) .
شارك فيرناندو مع منتخب البرازيل في بطولة كأس العالم لكرة القدم 1930 التي أقيمت في الأوروغواي . لعب فيرناندو أساسيا أمام منتخب يوغوسلافيا وبوليفيا التين انتهتا بنتيجة 1/2 و4/0 على التوالي . لعب فيرناندو آخر مباراة دولية أمام منتخب يوغوسلافيا في 10 أغسطس 1930 .

## روابط خارجية
- فيرناندو غويديسيلي على موقع الاتحاد الدولي (مؤرشف)  (الإنجليزية)
- فيرناندو غويديسيلي على موقع قاعدة بيانات كرة القدم.إي يو (الإنجليزية)
- فيرناندو غويديسيلي على موقع ناشيونال فوتبول تيمز (الإنجليزية)
- فيرناندو غويديسيلي على موقع Soccerway.com (الإنجليزية)